# イゴール・ラコツェヴィッチ
イゴール・ラコセビッチ（セルビア語: Игор Ракочевић、英語: Igor Rakočević、1978年3月29日 - ）は、セルビアの元バスケットボール選手。ユーゴスラビア連邦セルビアベオグラード出身。ポジションはポイントガード、シューティングガード。身長191cm、84kg。

## 来歴
2000年のNBAドラフトでミネソタ・ティンバーウルブズに2巡目（全体51位）指名を受けるが、2002/03シーズンに42試合出場したのみで、サンアントニオ・スパーズへ移籍するも、プレーすることなく退団。
帰国後、レッドスター・ベオグラードに入団。アドリアテックリーグMVPに選ばれる。
その後スペインに渡り、バレンシア、レアル・マドリードに所属した。
ユーロリーグ 2006-07では得点王に輝きセカンドチームに選ばれた。

### セルビア代表
ラコセビッチはユーゴスラビア代表として2000年にシドニーオリンピックに出場。2004年にはセルビア・モンテネグロ代表としてアテネオリンピックに出場している。
2002年と2006年の世界選手権にも出場。2002年大会ではユーゴスラビア代表として金メダル獲得に貢献した。